# حصن بوسكارين
حصن بوسكارين والمعروف أيضًا باسم قلعة تيزقرارين، هو حصن يقع في قلب مدينة الأغواط بدولة الجزائر. تم بناؤه في عام 1857 من قبل الجيش الاستعماري الفرنسي، مع الهندسة المعمارية التي صممها المهندس المعماري الإيطالي جياكومو موليناري. كان يستعمل في عهد الاستعمار الفرنسي كمقر لإدارة الجنوب الجزائري.

## تاريخ
تم بناء الحصن في موقع "برج الغربي"، حيث كان هناك بالفعل تحصين ومرصد قبل أن يستولي الجيش الفرنسي على بلدة الأغواط في عام 1852. وفي نفس العام، قام الجنرال دو باريل بدعم من المشير. قرر راندون، الحاكم العام للجزائر المحتلة، استبدال الأبراج الدفاعية المنهارة بقلعتين جديدتين: حصن موراند عام 1856 وحصن بوسكارين عام 1857.
.

## الموقع
يقع في وسط مدينة الأغواط، في الجزئ الشمالي الشرقي من المدينة القديمة.

## الهندسة المعمارية
شارك الجنرال هنري بيير بوسكارين في إنزال سيدي فرج في 5 يوليو 1830، وكذلك في الاستيلاء على الأغواط حيث قتلته المقاومة المحلية. تم بناء الحصن عام 1857 باستخدام الحجر الجيري المحلي والجبس والجير.
يتكون الحصن من أربعة أجنحة من طابقين، ويحيط بها فناء ينفتح من الجهة الغربية حيث يقع خزان المياه. يشكل الجناح الرئيسي الواجهة الشرقية للمبنى، ويتم تنفيذه من خلال ممر مقبب ومكسو، ويتكون من طابقين وتعلوه أبراج مراقبة على شكل أبراج مراقبة.
يعلو الجانب الغربي سياج يفتح من خلال ثغرات وثقوب مراقبة للمراقبة والمراقبة. في الجزء الجنوبي من الحصن يوجد قبو الجنرال بوسكارين الذي مات خلال معركة الاستيلاء على المدينة.
كان هذا الحصن يضم الثكنات العسكرية للجيش الاستعماري الفرنسي، قبل أن يعمل كمستشفى عسكري. عند استقلال الجزائر، ورث الجيش الوطني الشعبي الجزائري هذا المبنى الذي كان بمثابة المقر الرئيسي للمديرية الوطنية للبناء (DNC).
تم تخصيص هذا المبنى لوزارة الثقافة منذ عام 1994 لإيواء هياكلها. منذ 30 سبتمبر 2010، يعمل كمقر للمكتب الوطني للمنتزه الثقافي لأطلس الصحراء (ONPCAS).

## مكتبة الصور

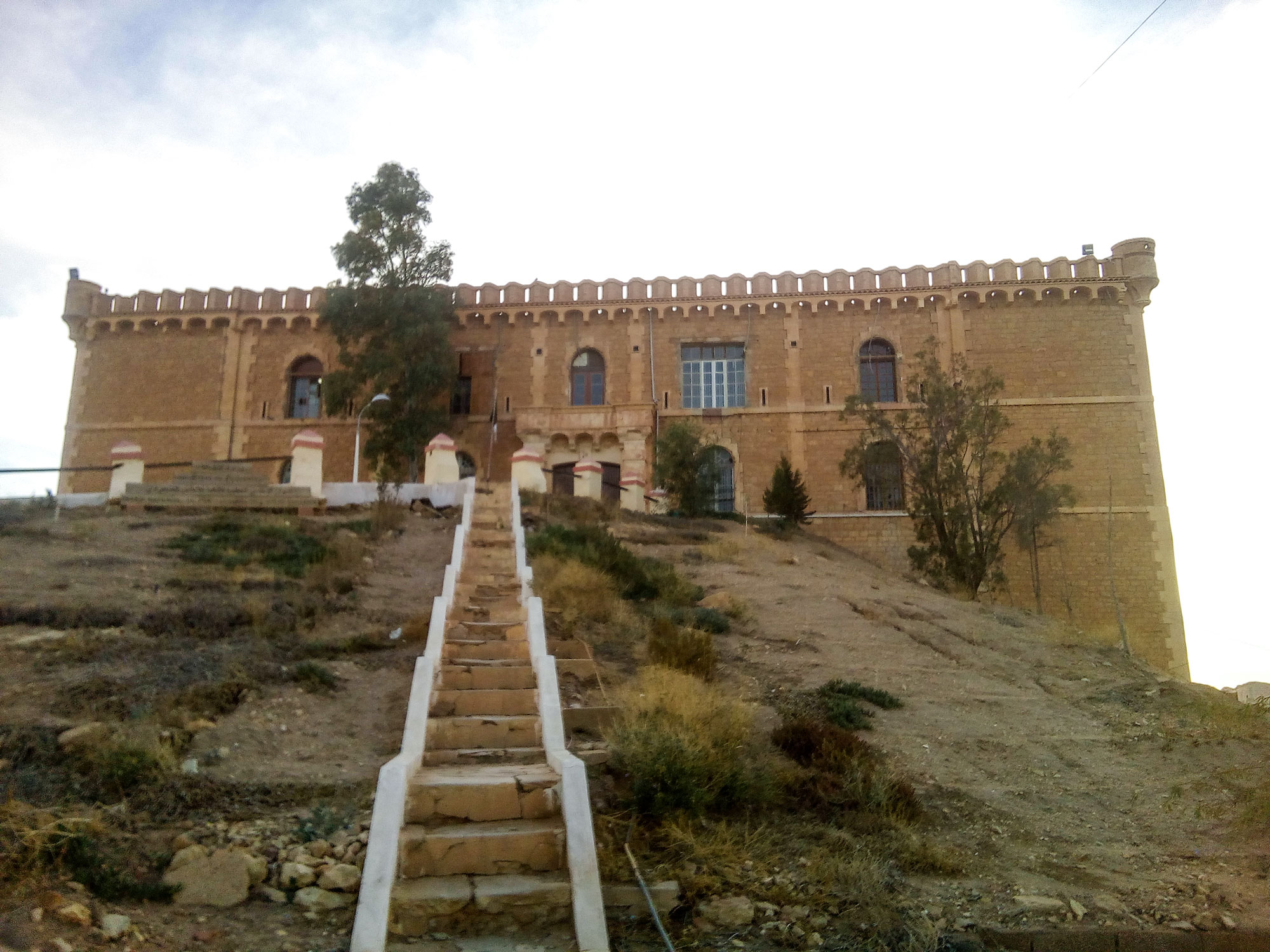
منظر حصن
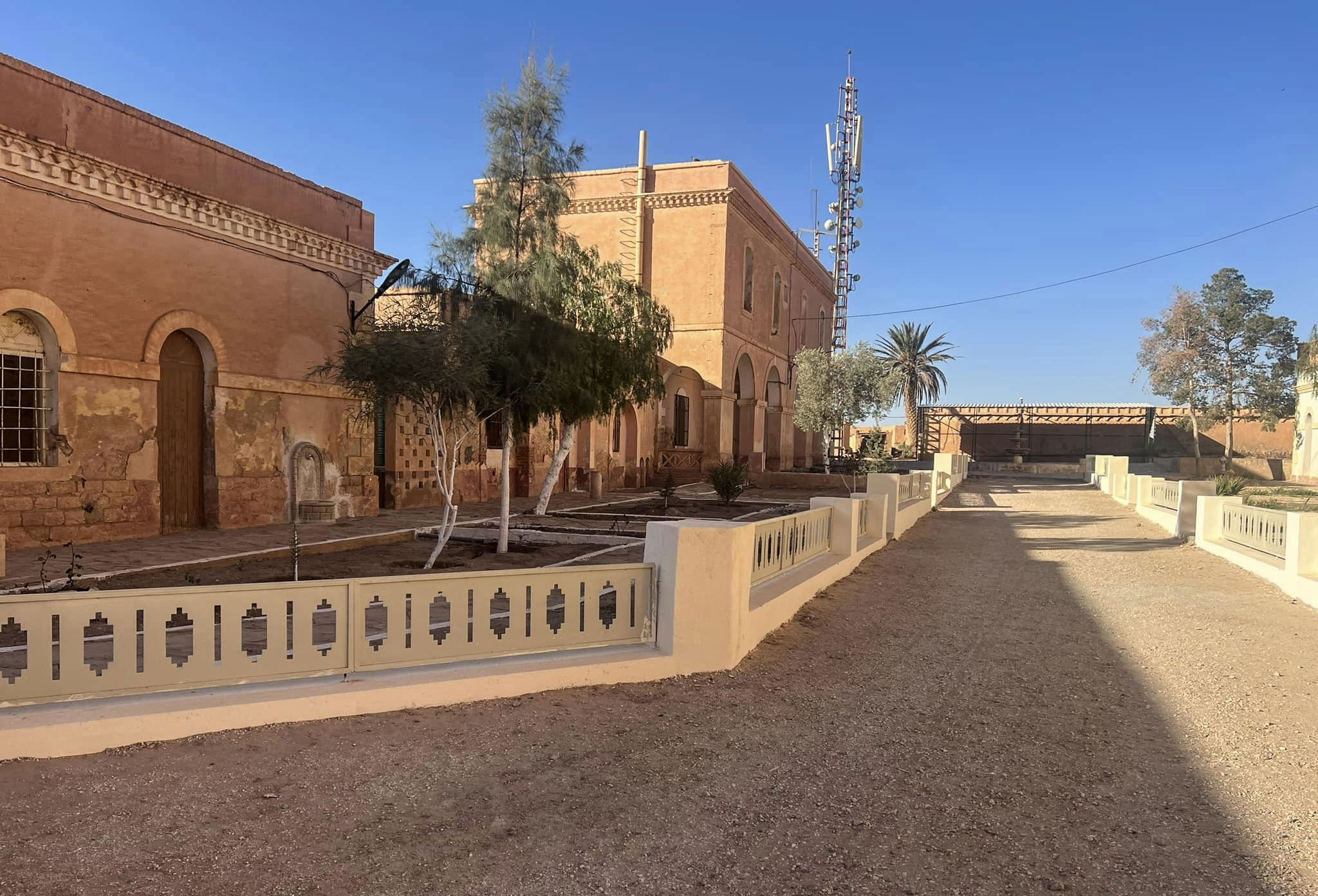
حصن
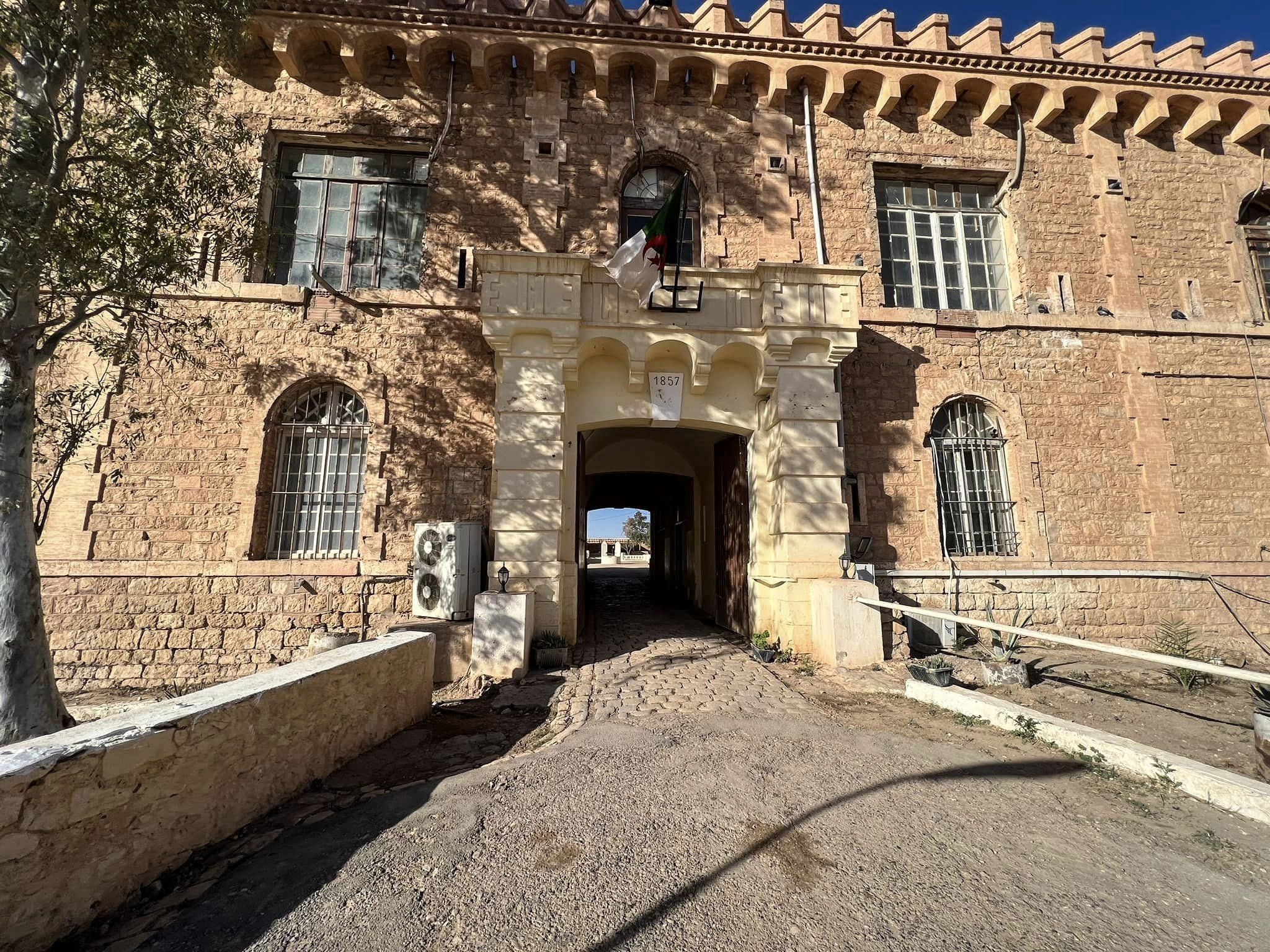
مدخل الحصن
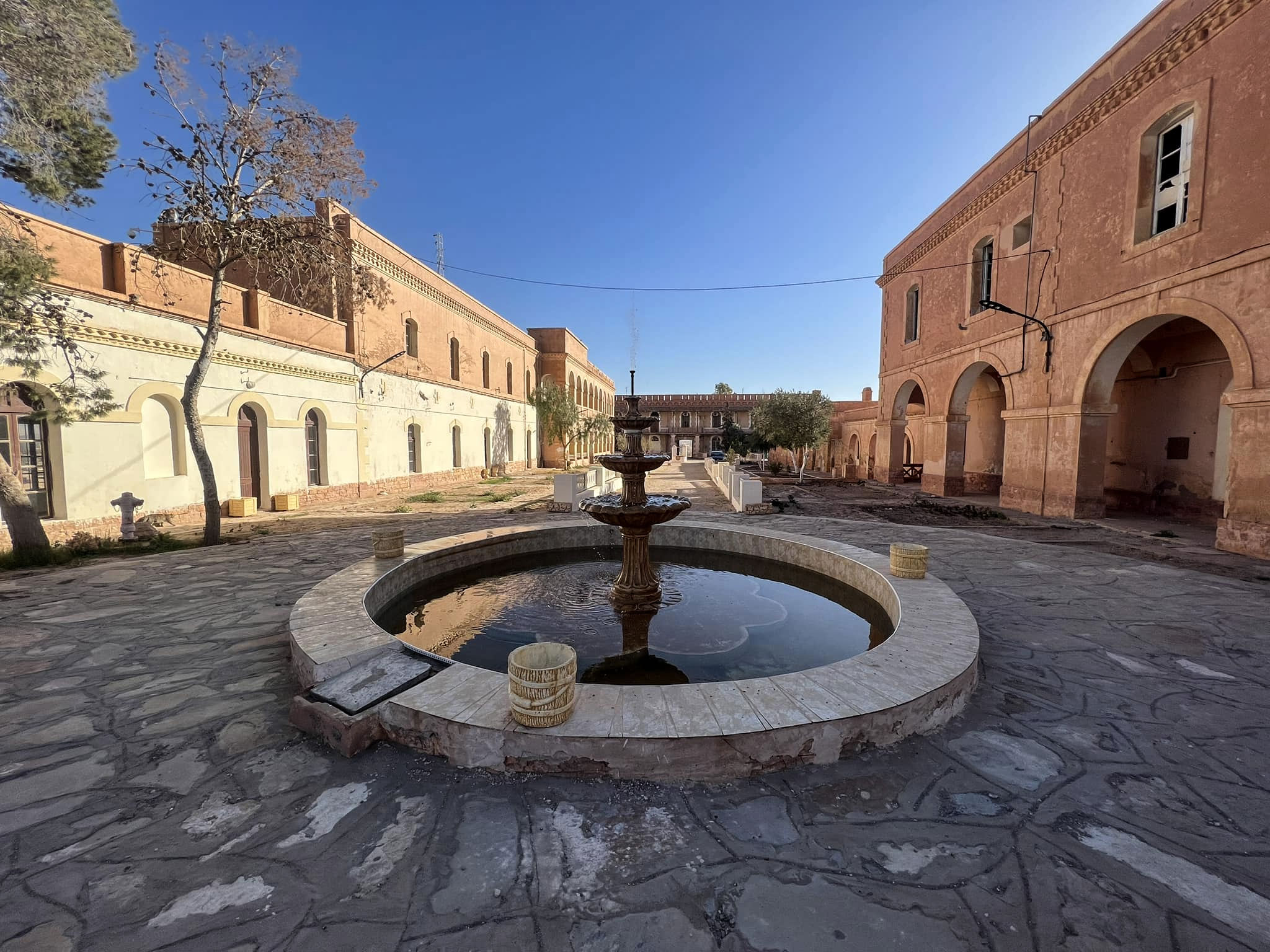
فناء حصن
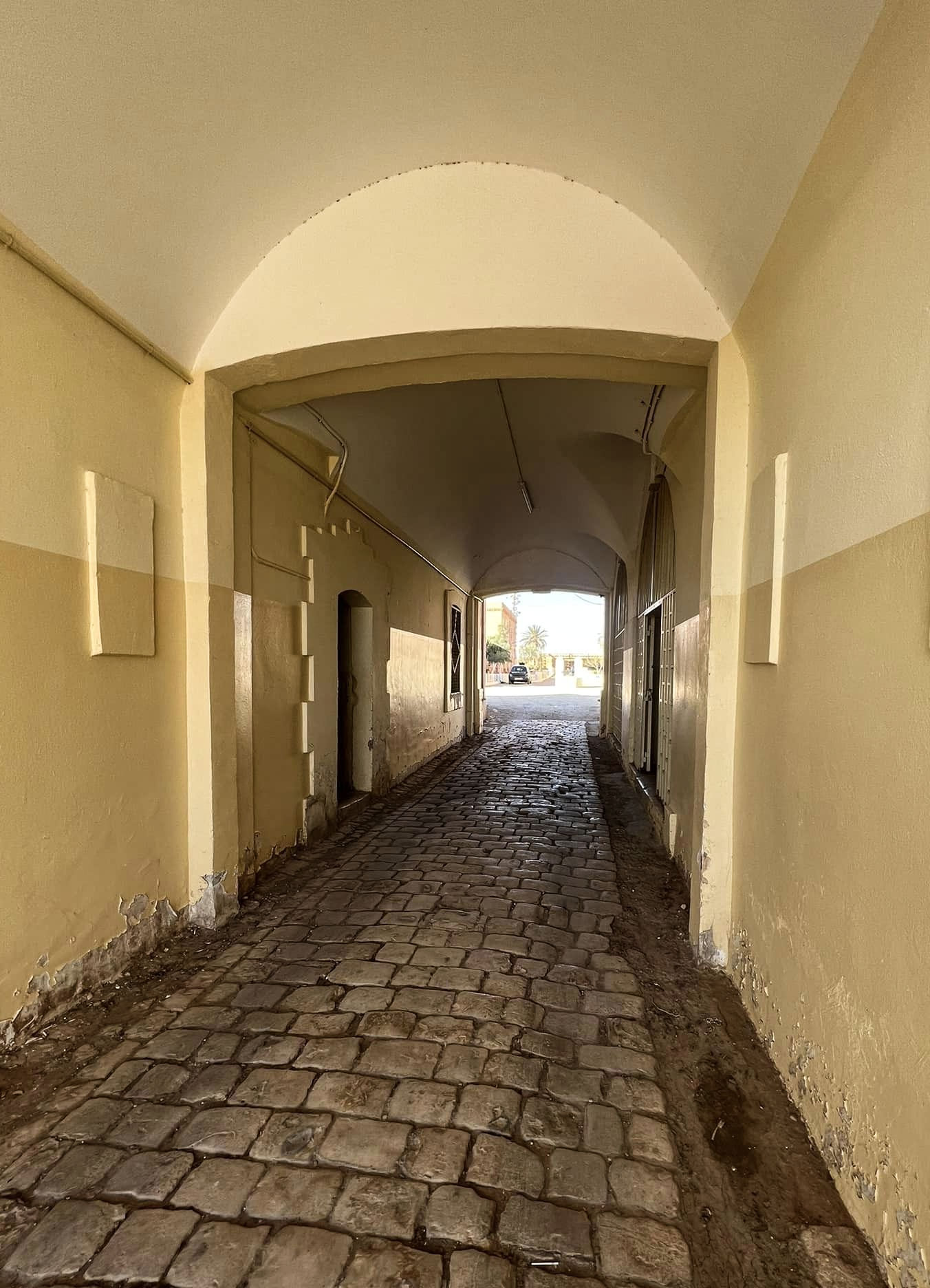
أروقة الحصن
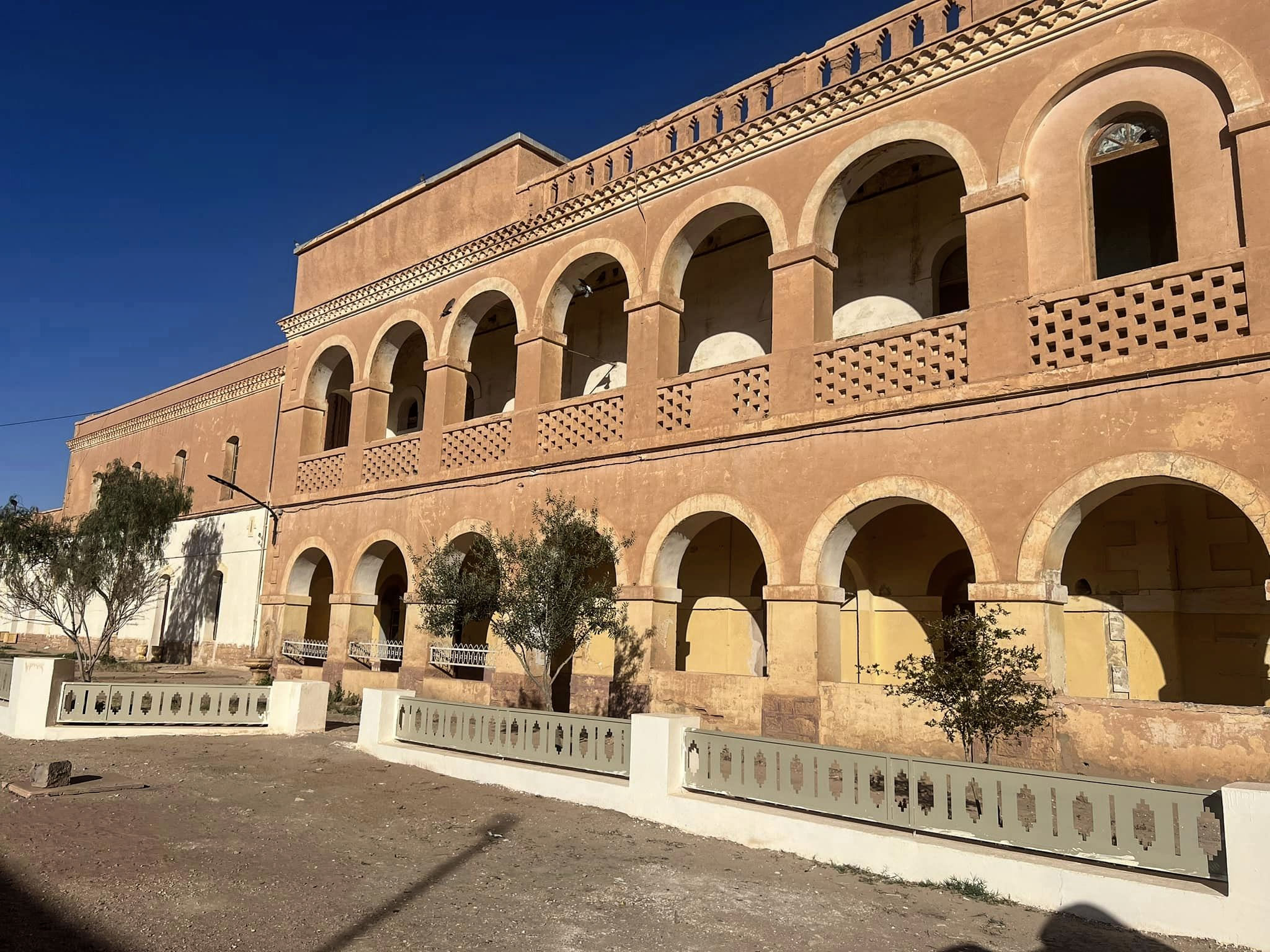
شرفة حصن
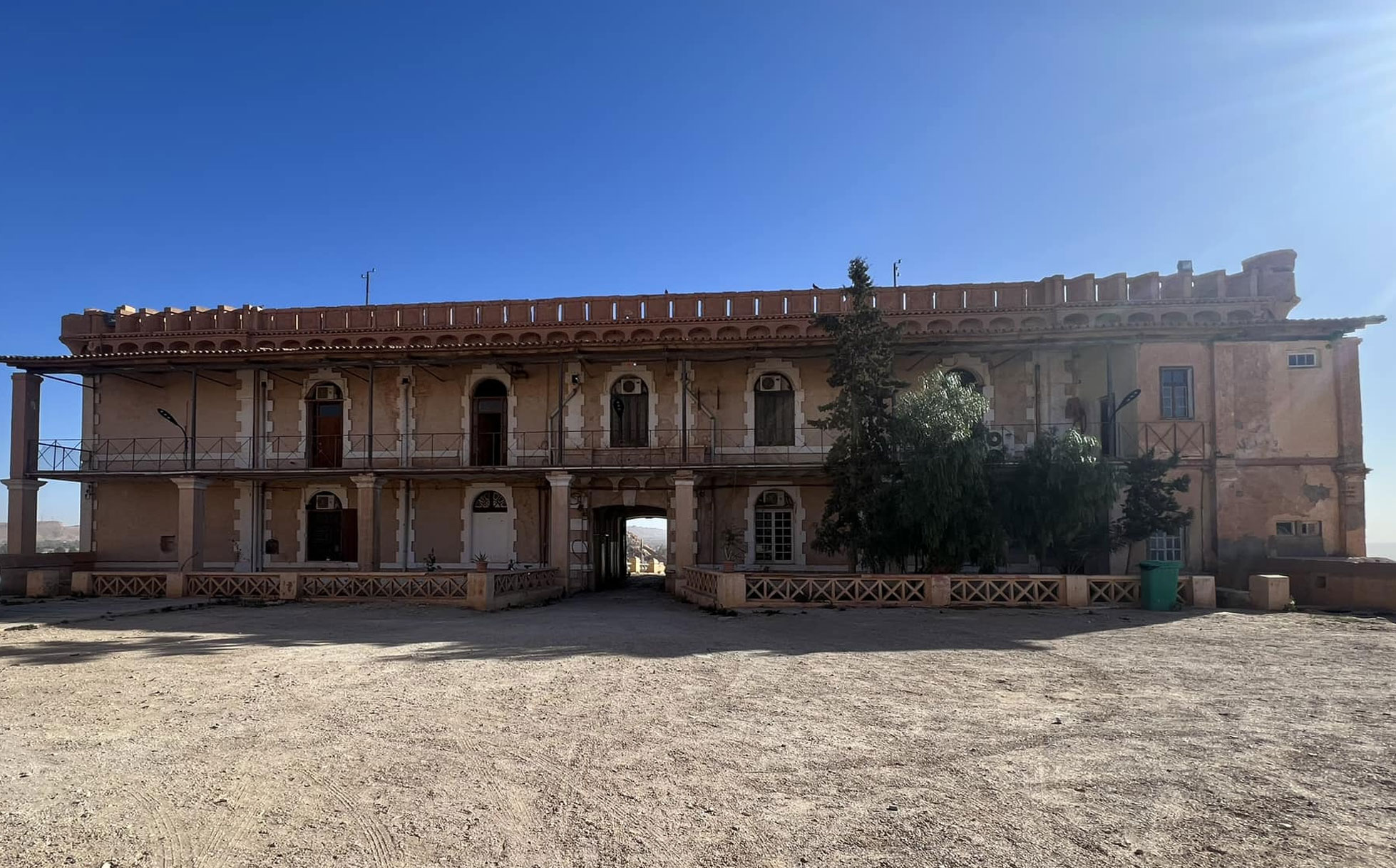
الواجهة الداخلية حصن
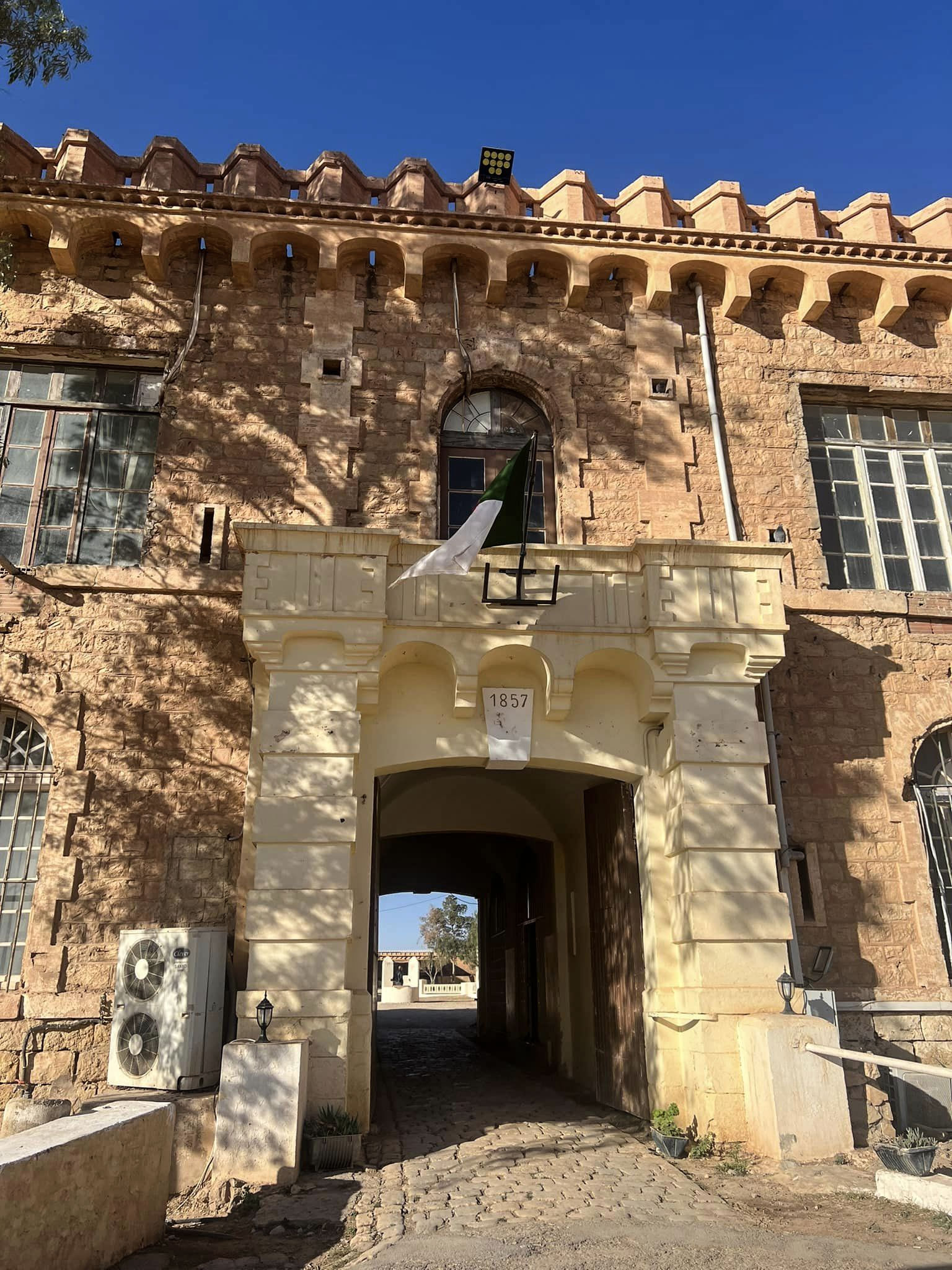
مدخل الحصن
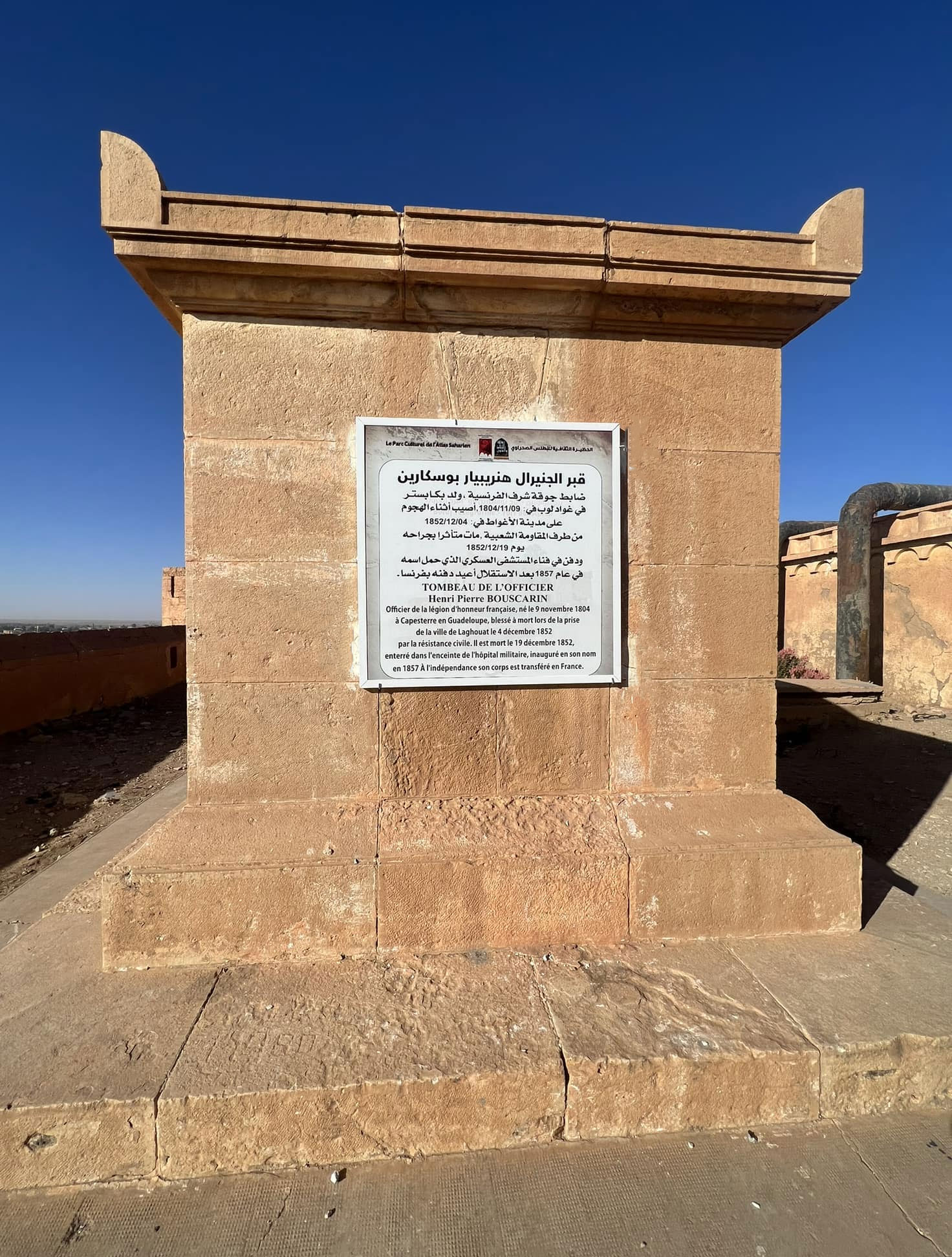
سقيفة حصن

### مواضيع ذات صلة
- حصار الأغواط
- معركة الأغواط (1852)

### فيديوهات
- المعلم الأثري برج بوسكرين أو برج الغر بي/ برج تزقرارين /ولاية الأغواط/ على يوتيوب.
- تعرف على أكبر حصن أو برج على الإطلاق بمدينة الأغواط على يوتيوب.
- قلعة بوسكارين بالأغواط على يوتيوب.
- نبذة عن قلعة بوسكارين بولاية الأغواط على يوتيوب.
- قلعة بوسكارين الأغواط  على فيسبوك..
- نبذة عن قلعة أو حصن بوسكارين ( كاف تزڤرارين ) تراث ولاية الأغواط على يوتيوب.